# Avenue Ferdousi
Pour les articles homonymes, voir avenue Ferdauci.
L'avenue Ferdousi est une voie située dans le quartier de l'Europe du 8e arrondissement de Paris.

## Situation et accès
L'avenue Ferdousi est desservie à proximité par la ligne 2 à la station Monceau.

## Origine du nom

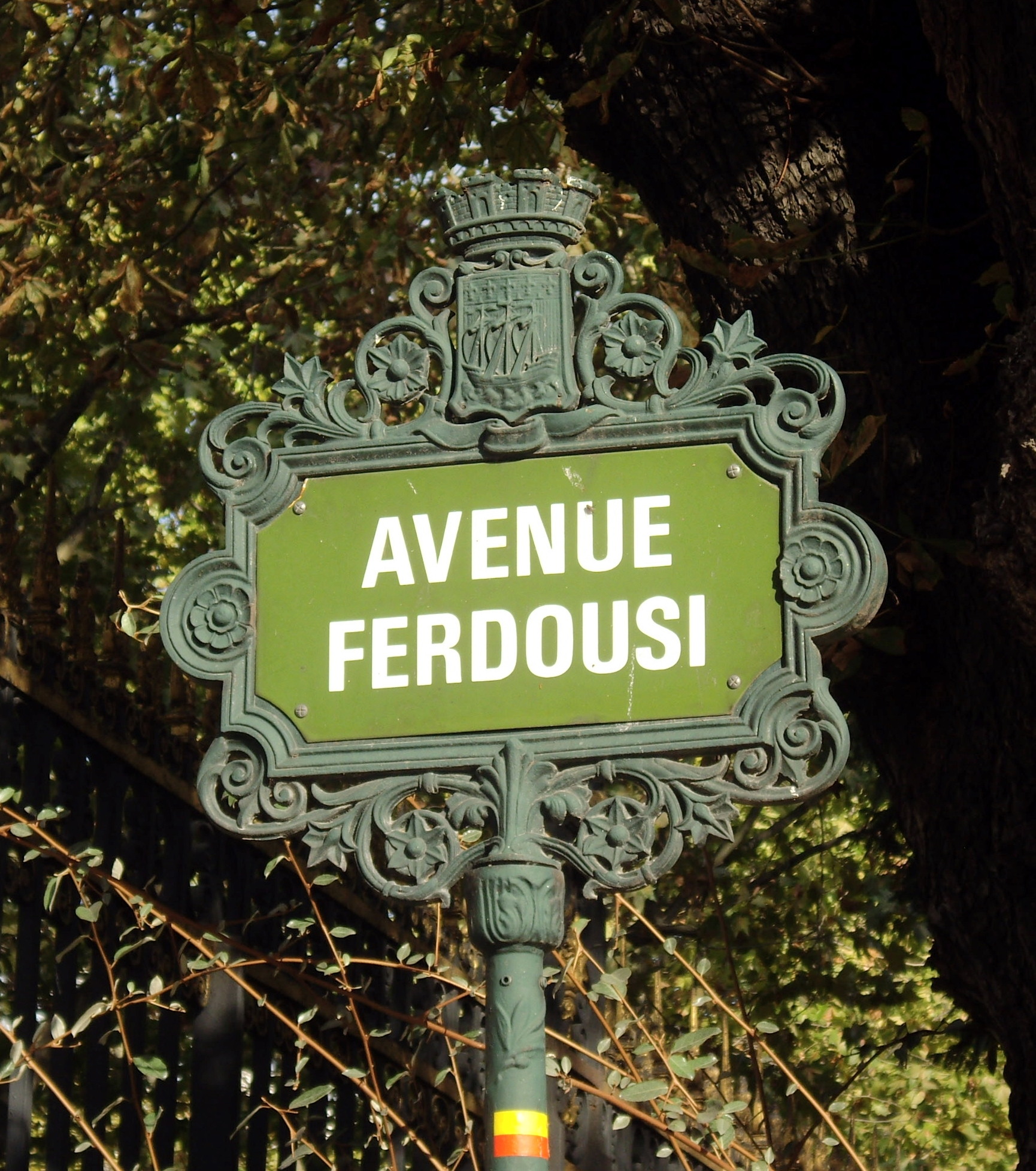
Plaque dans le parc Monceau.

Elle porte le nom du poète persan Ferdowsi, de son vrai nom Abol Ghassem Mansour (933-1020).

## Historique
Cette voie, qui traverse tout le parc Monceau dans son axe nord-sud, prend en 1935 son nom actuel.

## Bâtiments remarquables et lieux de mémoire
- Le parc Monceau